# Episodi di Naruto: Shippuden (ventinovesima stagione)
La storia della foglia - Il giorno perfetto per un matrimonio (木ノ葉秘伝 祝言日和?, Konoha hiden shugen biyori) costituisce la ventinovesima ed ultima stagione dell'anime Naruto: Shippuden ed è composta dagli episodi che vanno dal 494 al 500. La regia è di Masahiko Murata ed è prodotta da TV Tokyo e Pierrot.
La ventinovesima stagione è stata trasmessa in Giappone dal 16 febbraio 2017 al 23 marzo 2017 su TV Tokyo. È stata pubblicata in simulcast con sottotitoli in italiano sulla piattaforma Crunchyroll. L'edizione doppiata in italiano è stata trasmessa su Italia 2 dal 30 aprile al 7 maggio 2024.
La stagione adotta una sigla di apertura: Kara no Kokoro di Anly (episodi 494-500), e una sigla di chiusura: Zetsu Zetsu degli Swimy (episodi 494-500).

## Lista episodi
| Nº  | Titolo italiano Giapponese 「Kanji」 - Rōmaji | In onda          | In onda        |
| Nº  | Titolo italiano Giapponese 「Kanji」 - Rōmaji | Giapponese       | Italiano       |
| 494 | La storia della foglia - Il giorno perfetto per un matrimonio - Parte 1: Il matrimonio di Naruto 「ナルトの結婚」 - Naruto no Kekkon | 16 febbraio 2017 | 30 aprile 2024 |
| 494 | Naruto e Hinata si stanno per sposare. Konohamaru decide di fare un video dove sono registrati tutti gli auguri fatti dagli amici più stretti dei due sposi. Intanto Kakashi cerca di trovare un modo per far partecipare al matrimonio tutti i ninja, in particolare i compagni più vicini alla coppia, ma non ci riesce perché non può permettersi di lasciare il Villaggio scoperto anche solo per un giorno. Allora decide di seguire una legge scritta da Tsunade tempo prima che dice che in casi come questo bisogna valutare il regalo che ogni invitato intende fare. Nel frattempo viene proposto a Iruka di partecipare all'esame per diventare vicepreside, ma il ninja decide di rifiutare capendo di voler dare la massima importanza ai propri allievi. |                  |                |
| 495 | La storia della foglia - Il giorno perfetto per un matrimonio - Parte 2: Regali di nozze 「ウェディングギフト」 - U~edingu gifuto | 16 febbraio 2017 | 30 aprile 2024 |
| 495 | Tenten e Rock Lee sono indecisi su cosa regalare a Naruto e Hinata: entrambi vorrebbero donare qualcosa che li rappresenti, ma temono che il regalo possa non essere quello giusto. Così decidono di chiedere aiuto al maestro Gai che fa loro riflettere sulla vita di coppia. Questo, insieme ad una visione di Neji avuta da Rock Lee, porta i due ragazzi ad una scelta: Tenten regalerà dei kunai personalizzati, mentre Lee, insieme al maestro Gai, comprerà dei manubri. |                  |                |
| 496 | La storia della foglia - Il giorno perfetto per un matrimonio - Parte 3: Vapore e pillole alimentari 「湯けむりと兵糧丸」 - Yukemuri to Hyōrōgan | 23 febbraio 2017 | 30 aprile 2024 |
| 496 | Mentre Shikamaru non sa ancora cosa regalare a Naruto e Hinata, sia Choji che Ino hanno già le idee chiare. Choji regalerà dei biglietti per una cena gratuita in un ristorante di lusso, mentre la ragazza vuole comprare una cornice per le foto. La scelta di Ino porterà la ninja a scontrarsi in una sfida culinaria con Sakura che vuole regalare agli sposi proprio la stessa cornice dell'amica. La gara si conclude con la decisione di cercare un altro regalo insieme. A Shikamaru viene in mente di regalare un viaggio, ma non sa bene quale meta scegliere così, cercando una consulenza femminile, viene incastrato da Choji che di fatto lo obbliga a chiedere aiuto a Temari. Alla fine della giornata Shikamaru avrà deciso di regalare un soggiorno alle terme con il costo però di subire la furia della ragazza della Sabbia che fraintende tutta la questione. |                  |                |
| 497 | La storia della foglia - Il giorno perfetto per un matrimonio - Parte 4: Il regalo del Kazekage 「風影の御祝」 - Kazekage no Oiwai | 2 marzo 2017     | 30 aprile 2024 |
| 497 | I Cinque Kage si incontrano nel Villaggio della Foglia per una riunione. Gaara scopre che gli altri Villaggi intendono fare un regalo per il matrimonio di Naruto, evento di cui lui non era a conoscenza. Kankuro propone di regalare qualcosa di stravagante che rappresenti il loro villaggio, convincendosi poi sempre di più di questa sua idea ascoltando Killer Bee vantarsi di regali che il Villaggio del Fulmine, a sua detta, farà. Da questo confronto nascono proposte sempre più assurde che lasciano sempre il Kazekage poco convinto. Infine Gaara decide di pensare a un regalo fatto non tanto in quanto kage, ma in quanto amico di Naruto. |                  |                |
| 498 | La storia della foglia - Il giorno perfetto per un matrimonio - Parte 5: L'ultima missione 「最後の任務」 - Saigo no Ninmu | 9 marzo 2017     | 7 maggio 2024  |
| 498 | Kiba e Shino non sanno cosa regalare a Hinata e Naruto, così chiedono consiglio a Kurenai che suggerisce il vino al miele, dono fatto in antichità dai Senju in occasione di matrimoni. I due partono alla ricerca dell'apicoltore che lo produce e si addentrano nella foresta in cui vive. Kiba si ritrova al punto di partenza fuori dalla boscaglia, mentre Shino trova l'uomo. Dopo aver ricevuto il vino scopre che la zona è circondata da una nebbia che non fa trovare la via d'uscita a chi è oppresso da dubbi, come per esempio il ragazzo. Shino però, riesce comunque ad uscire dalla foresta grazie alla certezza di voler rivedere i propri amici e partecipare alle nozze. |                  |                |
| 499 | La storia della foglia - Il giorno perfetto per un matrimonio - Parte 6: L'esito della missione segreta 「極秘任務の行方」 - Gokuhi Ninmu no Yukue | 16 marzo 2017    | 7 maggio 2024  |
| 499 | Konohamaru viene a sapere che i partecipanti al matrimonio saranno scelti in base al regalo che decideranno di fare e lo dice a tutti gli amici degli sposi. Erroneamente lo viene a sapere anche Hinata che, dispiaciuta, va da Kakashi per scusarsi e cercare una soluzione. I compagni della coppia decidono di andare dall'Hokage per proporgli di organizzare dei turni in modo che tutti così possano festeggiare gli sposi. Kakashi non è ancora del tutto soddisfatto, ma, grazie alle parole di Iruka, decide di chiedere agli altri Kage di inviare qualche loro ninja così da non dover impiegare quelli della Foglia durante la cerimonia. |                  |                |
| 500 | La storia della foglia - Il giorno perfetto per un matrimonio - Parte 7: Il messaggio 「祝いの言葉」 - Iwai no Kotoba | 23 marzo 2017    | 7 maggio 2024  |
| 500 | Iruka, ancora indeciso per il messaggio di auguri agli sposi, capisce cosa dire quando Naruto gli chiede di fare le veci di Minato al matrimonio. Il maestro si sente onorato per questo compito comprendendo finalmente che il legame che lega lui e il suo allievo non è come quello che ha con tutti gli altri studenti, ma è qualcosa di più profondo. |                  |                |

## DVD

### Giappone
Gli episodi della ventinovesima stagione di Naruto: Shippuden vengono distribuiti in Giappone anche tramite DVD, dal 4 ottobre 2017 al 1º novembre 2017.
| Volume | Episodi | Data di pubblicazione | Extra |
| ------ | ------- | --------------------- | ----- |
| 1      | 494-496 | 4 ottobre 2017        | —     |
| 2      | 497-500 | 1º novembre 2017      | —     |